# حقيبة مدرسية

حقيبة مدرسية

الحقيبة المدرسية أو حقيبة الكتب أو الحقيبة الدراسية أو القِمَطْر هي الوسيلة التي يحفظ بها التلاميذ كتبهم وحاجات أخرى (الأدوات المدرسية) عند تنقلهم من وإلى الـمدرسة، يكون حجم الحقيبة عادة أكبر من الكتب، وغالبًا ما تصنع من الجلد، وقد يكون جلدًا طبيعيًا غالي الثمن أو من الجلد الصناعي الرخيص، أو من النايلون أو القماش، أو من بعض المواد البلاستيكية والجلد.

## استعمالات الحقيبة
تستعمل الحقيبة الدراسية في تخفيف الأثقـال عـن التلاميذ، وحماية الكتب من التلف، وحمل الدفاتر والأدوات الدراسية.وغالباً ما تكون الحقيبة مكونة من عـدة جيوب بهدف توزيع الوزن، وتحتوي على عدة أقسام للكتب وأخرى للدفاتر وأخرى للأقلام والأدوات الدراسية. هنـاك أنواع من الحقيبة للأولاد وأخرى للبنات، ويمكن التفريق بينهما من خلال الألوان المرسومة عليها.

## مراجــــع
1. 1 2  "Al-Qamoos القاموس - English Arabic dictionary / قاموس إنجليزي عربي". www.alqamoos.org. مؤرشف من الأصل في 2018-11-12. اطلع عليه بتاريخ 2018-11-11.
2. ↑  "Kamous Taleb LilJeib". ldlp-dictionary.com. مؤرشف من الأصل في 2018-11-12. اطلع عليه بتاريخ 2018-11-11.
3. ↑  "LDLP - Librairie Du Liban Publishers". ldlp-dictionary.com. مؤرشف من الأصل في 2018-11-12. اطلع عليه بتاريخ 2018-11-11.
4. ↑  "LDLP - Librairie Du Liban Publishers". ldlp-dictionary.com. مؤرشف من الأصل في 2018-11-12. اطلع عليه بتاريخ 2018-11-11.
5. ↑  مدرستنا جمــيعا.